# Bob Gérard
Frederick Roberts Gerard (19. ledna 1914 Leicester - 26. ledna 1990 South Croxton) byl britský automobilový závodník, majitel garáží v Bespectacled Leicester.
Zpočátku jezdil se soukromým vozem ERA a v kategorii malých vozu dokázal potrápit thajského prince Biru a svého krajana Parnella v Ulster Trophy 1946, kde dojel jen těsně třetí.
V roce 1947 se začal účastnit Velkých cen a střídal se spolu s Harrisonem za volantem vozu ERA. V belgickém Spa byly čtvrtí, když nestačili jen na auta Alfy a v Remeši byli dokonce třetí. V kategorii malých vozů zazářil a v Ulster Trophy a v British Empire Trophy si dojel pro vítězství.
Následující rok (1948) závodil jen v jedné kategorii, kde bylo obtížné prosadit se proti převaze italských vozů. Přesto Roberts Gerard dokázal zvítězit v Jersey a o půl roku později dokázal, že toto vítězství nebylo náhodné, když skončil třetí na Velké ceně Británie za vozy Maserati Villoresiho a Ascariho.
V roce 1949 se stal nejlepším Britem ve formuli 1, když zvítězil v Jersey a na ostrově Man v British Empire Trophy, k tomu ještě přidal ještě druhé místo ze Silverstone, kde ho o vítězství připravil de Graffenried na Maserati. Ke konci sezóny dojel na třetím místě v Goodwoodu a pátý v Salonu.
Je jisté, že Roberts Gerard si v roce 1950 od nově založeného mistrovství světa sliboval dobré umístění a to nejen proto, že se začínalo v jeho vlasti. Výkonnost jeho vozu však nestačila na konkurenci, a jeho dvě šestá místa pro něho byla zklamáním. Dále se pak účastnil jen závodů pořádaných v Británii, které ovšem nebyla započítávána do oficiálního šampionátu. Opět byl nejrychlejší na Manu, druhý v Ulster Trophy, třetí v Goodwoodu a čtvrtý v Ulster Trophy.
V roce 1951 již bylo zcela jasné, že jeho zastaralá ERA nestačí na konkurenci. O tom svědčí i jeho výsledky, kdy byl dvakrát čtvrtý a jednou jedenáctý. Vůz ERA už nebyl vhodný k dalším závodům a Roberts Gerard musel čekat až do roku 1953, kdy získal nový Cooper-Bristol. Po sžití se s tímto vozem dokázal, zvítězit v Castle Comb a Snettertonu.
Se střídavým úspěchem se účastnil Velkých cen pořádaných v Británii a to jak v kategorii F1 tak F2.
Roberts Gerard byl aktivním závodníkem až do roku 1961, na počátku 70. let se stal, spolu se svou manželkou Joan, majitelem závodního týmu. Připravoval vozy pro Johna Taylora a ve Formuli 2 pro Alana Rollinsona, Mika Beckwitha a Peter Gethina.

## Vítězství
- 1947 British Empire Trophy
- 1948 British Empire Trophy
- 1949 British Empire Trophy
- 1949 Jersey Road Race

## Formule 1
- 1950 bez bodů
- 1951 bez bodů
- 1953 bez bodů
- 1954 bez bodů
- 1956 bez bodů
- 1957 bez bodů

- 8 Grand Prix
- 0 vítězství
- 0 pole positions
- 0 nejrychlejších kol
- 0 bodů
- 0 x podium

## Nejlepší umístění na mistrovství světa F1
- 1950 6. místo Grand Prix Velké Británie
- 1950 6. místo Grand Prix Monaka
- 1957 6. místo Grand Prix Velké Británie